# Pilibhit
Pilibhit (en hindi : पीलीभीत), anciennement Hafizabad, est une ville du district de Pilibhit dans l'État de l'Uttar Pradesh, en Inde.